# Benyovští
Benyovští (z Benyó a Urbanó, někdy též Beňovští, maďarsky Benyovszky család, Benyó és Urbanó) jsou uherský šlechtický rod, jehož historie sahá do 14. století.

## Historie
První zmínka o tomto rodu pochází z doby panování Karla Roberta z Anjou, kdy byli nuceni uprchnout do Polska. Za panování Zikmunda Lucemburského se bratři Benjamin a Urban Benyovští vrátili do Uher a v roce 1396 se zúčastnili bitvy u Nikopole.
Dědičný hraběcí titul byl udělen Mořici Beňovskému v roce 1776 a Emanuelu Benyovskému v roce 1791. Mořic a Rudolf Benyovští směli od roku 1902 užívat titulu svého adoptivního otce, hraběte Sándora Benyovského, jenž byl posledním členem hraběcí linie. Dědičné členství Benyovských v Horní sněmovně Uherského sněmu bylo potvrzeno Výnosem VIII z roku 1886.

## Významné osobnosti rodu
- Štěpán Benyovský (1898–1969) malíř
- Benyovský Karel (1886–1962) spisovatel, novinář, překladatel, divadelní historik
- Ludvík Benyovský (1824–1908) právník
- Samuel Beňovský plukovník maďarských husarů
- Móric Beňovský (1746–1786) cestovatel, dobrodruh, král Madagaskaru (román Král Madagaskaru)
- Mořic Benyovský (1872–1936) politik
- Pavel Benyovský (1696–1743) jezuitský duchovní, představený řádu v Bratislavě
- Rudolf Benyovský (1874–1954) velkostatkář, místodržitel, politik
- Rudolf Benyovský (1874–1955) právník, velkostatkář, houslista, malíř
- Samuel Benyovský (1744–1790) právník, královský soudce
- Alexandr Benyovský (1838–1913) velkostatkář, cestovatel, politik
- Zikmund Benyovský (1798–1873) publicista, akademik, korespondent Maďarské akademie věd
- Karel Szelényi (* 1943) fotograf